# Flughafen Rafha

i8
i11
i13
Der Flughafen Rafha (arabisch مطار رفحاء المحلي, DMG Maṭār Rafḥāʾ al-maḥallī, IATA-Code: RAH, ICAO-Code: OERF) ist ein Flughafen für den Inlandsverkehr. Er liegt in Rafha, einer Stadt in der Provinz al-Hudud asch-schamaliyya im Norden Saudi-Arabiens auf halber Strecke zwischen Hafr al-Batin (etwa 275 km entfernt) und Arar (etwa 280 km entfernt).

## Daten
Der Flughafen liegt auf einer Höhe von 449 m über Meeresspiegel. Er hat eine Start- / Landebahn mit der Ausrichtung 11/29 und einer Asphaltoberfläche mit den Ausmaßen 3000 m × 45 m.

## Fluggesellschaften und Verbindungen
Folgende Fluggesellschaften fliegen den Flughafen an:
- Saudi Arabian Airlines: Dschidda und Riad
- Nesma Airlines: Ha'il[3]